# Абадия-дус-Дорадус
Абадия-дус-Дорадус (порт. Abadia dos Dourados) — муниципалитет в Бразилии, входит в штат Минас-Жерайс. Составная часть мезорегиона Триангулу-Минейру-и-Алту-Паранаиба. Входит в экономико-статистический микрорегион Патросиниу. Население составляет 6412 человека на 2006 год. Занимает площадь 894,515 км². Плотность населения — 7,2 чел./км². День города — 15 августа.

## История
Возникновение поселения связано с началом разработки алмазных месторождений в XIX веке. Статус города присвоен 27 декабря 1948 года.

## Экономика
Экономика базируется на отраслях сельскохозяйственного производства (кукуруза, соя, животноводство). Несколько предприятий заняты производством кирпича и кровельной черепицы. Незначительная добыча алмазов. Аэропорт для приёма небольших самолётов.

## Статистика
- Валовой внутренний продукт на 2003 год составляет 29 548 632,00 реалов (данные: Бразильский институт географии и статистики).
- Валовой внутренний продукт на душу населения на 2003 год составляет 4596,86 реалов (данные: Бразильский институт географии и статистики).
- Индекс развития человеческого потенциала на 2000 год составляет 0,759 (данные: Программа развития ООН).

## География
Климат местности: тропический.